# Bedtime Stories (filme)
Bedtime Stories (bra: Um Faz de Conta Que Acontece; prt: Histórias para Adormecer) é um filme de comédia de fantasia de 2008 dirigido por Adam Shankman e escrito por Matt Lopez e Tim Herlihy. É estrelado por Adam Sandler em sua primeira aparição em um filme orientado para a família ao lado de Keri Russell, Jonathan Morgan Heit, Laura Ann Kesling, Guy Pearce, Aisha Tyler, Russell Brand, Richard Griffiths, Teresa Palmer, Lucy Lawless e Courteney Cox. Empresa de produção de Sandler Happy Madison e a empresa de Andrew Gunn, Gunn Films, co-produziram o filme com a Walt Disney Pictures. O filme foi lançado nos cinemas em 25 de dezembro de 2008 pela Walt Disney Pictures. Apesar de receber críticas negativas dos críticos, foi um sucesso de bilheteria depois de ganhar US$212.9 milhões diante de um orçamento de US$80 milhões de dólares.
O diretor Adam Shankman descreve o personagem de Adam Sandler como "uma espécie de 'Cinderfella' e acrescenta que 'ele é meio Han Solo ...'" Foi filmado em vários locais da Califórnia, incluindo em Thousand Oaks, onde o palácio do Sr. Nottingham se encontra.[carece de fontes?] A mulher e a menininha da história medieval, que pegam o chapéu de Skeeter depois que seu cavalo desaparece, são a esposa Jackie Sandler e a filha de Adam, Sadie Sandler. Para fechar a presença da família, o bulldog do filme é o seu cachorro de estimação, Motzball. A personagem Violet Nottingham, interpretada por Teresa Palmer, é inspirada na socialite Paris Hilton. Ambas são filhas de ricos donos de hotel, que amam festas e são perseguidas pela mídia.

## Sinopse
O ex-arquiteto Skeeter Bronson (Adam Sandler) é um solteiro faz-tudo de um hotel que no passado foi do seu falecido pai. Ele deve tomar conta dos seus sobrinhos Bobbi (Laura Ann Kesling) e Patrick (Jonathan Morgan Heit) por uma semana, enquanto a sua irmã Wendy (Courtney Cox) está viajando. Skeeter divide a tarefa com Jill (Keri Russell), que cuida das crianças no turno do dia. As crianças levam uma vida severa e tem como mascote um porquinho-da-índia com olhos esbugalhados chamado Zoiúdo.
Quando Skeeter conta uma história para seus sobrinhos dormirem, no dia seguinte os fatos inventados se tornam realidade. Mas, ele descobre que só começa a história mas são as crianças que criam um final surpreendente e que acaba se tornando realidade. Então, ele procura tomar vantagens e realizar aspirações pessoais, tentando fazer com que as crianças criem finais felizes, mas elas se negam pois o próprio Skeeter lhes falara que isso não existe na vida real.
As histórias falam de gladiadores, cowboys, alienígenas e tempos medievais.

## Elenco
- Adam Sandler como Skeeter Bronson
  - Thomas Hoffman como Skeeter jovem
- Keri Russell como Jill Hastings
- Guy Pearce como Kendall Duncan
- Courteney Cox como Wendy Bronson
  - Abigail Droeger como Wendy jovem
- Russell Brand como Mickey
- Richard Griffiths como Barry Nottingham
- Teresa Palmer como Violet Nottingham
- Lucy Lawless como Aspen
- Jonathan Morgan Heit como Patrick Bronson
- Laura Ann Kesling como Bobbi Bronson
- Jonathan Pryce como Marty Bronson
- Annalise Basso como Tricia Sparks
- Nick Swardson como engenheiro
- Aisha Tyler como Donna Hynde
- Allen Covert como o cara da Ferrari
- Carmen Electra como a mulher da Ferrari
- Blake Clark e Bill Romanowski como motociclistas
- Kathryn Joosten como Sra. Dixon
- Mikey Post como anão zangado
- Rob Schneider como chefe indígena/ladrão (não creditado)
- Arne Starr como empregado de Nottingham/congressista/cowboy/astronauta (não creditado)
- Jonathan Loughran e Bob Harvey como convidados da festa
- Heather Morris como dançarina vestida de gata

## Trilha sonora
A trilha sonora para Bedtime Stories lançada pela Walt Disney Records foi composta por Rupert Gregson-Williams, que gravou sua trilha com o Hollywood Studio Symphony no Newman Scoring Stage da 20th Century Fox. A canção "Don't Stop Believin'" é tocada durante o filme e durante os créditos finais.
| N.º | Título                                                             | Produtor(es) | Duração |  |
| 1.  | "The Sunny Vista Motel"                                            |              | 4:15    |  |
| 2.  | "The Tale of Sir Fixalot"                                          |              | 3:04    |  |
| 3.  | "Raining Gumballs"                                                 |              | 1:16    |  |
| 4.  | "The Fat Mouse"                                                    |              | 1:54    |  |
| 5.  | "The Wild West Adventure"                                          |              | 2:15    |  |
| 6.  | "Rooftop Camp Out"                                                 |              | 2:34    |  |
| 7.  | "The Legend of Skeetacus"                                          |              | 1:57    |  |
| 8.  | "Almost a Kiss"                                                    |              | 1:53    |  |
| 9.  | "Space Odyssey"                                                    |              | 3:08    |  |
| 10. | "Skeeter's Pitch"                                                  |              | 3:17    |  |
| 11. | "At the Nottingham Broadway Mega Resort" (Performed by Guy Pearce) |              | 1:18    |  |
| 12. | "You're Supposed To Be the Good Guy"                               |              | 3:49    |  |
| 13. | "Motorcycle Rescue"                                                |              | 3:26    |  |
| 14. | "Happily Ever After"                                               |              | 1:07    |  |

## Recepção
No site agregador de críticas Rotten Tomatoes, 25% das 108 resenhas dos críticos são positivas.